# Coriondi
Los Coriondi (Κοριονδοί) eran un grupo tribal de la antigua Irlanda conocidos por una única mención del geógrafo Claudio Ptolomeo. que habitaron el sur de Leinster, el historiador Eoin MacNeill identificó un grupo de población, los Conraid, en el valle del Río Boyne, quienes muy probablemente eran los mismos.
Según McNeill otra posibilidad en relación con los nombres incluye Corcu Cuirnd, Cuirennrige y Dál Cuirind en la temprana Edad Media irlandesa, Coriono-totae que aparece en una inscripción en Hexham, Northumberland y Corinion, la forma britónica para Cirencester, Gloucestershire.